# Вестмалле (сир)
Вестмалле (нід. Westmalle Abdij kaas) — бельгійський напівтвердий сир з коров'ячого молока.
Сир виробляють монахи траппістського абатства Вестмалле в селі Вестмалле, громада Мале, округ Антверпен, провінція Антверпен, північна Бельгія. Абатство є частиною Ордена цистерціанців суворого дотримання.
Вестмалле — траппістський сир, виготовлений з непастеризованого сирого коров'ячого молока із власної абатської молочної ферми. Напівтвердий, слабосолений, з однорідною структурою.
Виробництво здійснюється найбільш природним можливим способом, без пастеризації, без консервантів, барвників і добавок. Сир пресують в прямокутні форми і занурюють в розсіл. Сир дозріває протягом 4-х тижнів при температурі від 13 до 15 ° С. Виробляється в обмеженій кількості і продається тільки біля входу в монастир і в Trappisten Café біля абатства.
Сир продається під торговою маркою Westmalle і носить логотип "Автентичний траппістський продукт" Міжнародної траппістської асоціації (ITA), який гарантує, що продукт зроблений в траппістському абатстві або під контролем ченців.